# Maskierte Bande – Irak
Maskierte Bande – Irak (Originaltitel: Maskeli Beşler – Irak) ist eine türkische Filmkomödie aus dem Jahr 2007 und zugleich die Fortsetzung des Films Die maskierte Bande aus dem Jahr 2005. Regisseur und auch Drehbuchautor ist genauso wie beim ersten Teil Murat Aslan. Kinostart in Deutschland war am 25. Januar 2007.

## Handlung
Die Maskierte Bande entschließt sich in den Irak zu gehen, weil sie sich sicher sind, dass bei der Erdölversorgung im Nordirak die Rechte der Türkei missachtet werden. So will man kurzerhand dieser Ungerechtigkeit ein Ende setzen.
Auch wenn die Maskierte Bande ein wenig spontan dem Ruf der Gerechtigkeit gefolgt ist, gelingt es dem Anführer Bahattin, dem temperamentvollen Tezcan, dem Gefreiten Kamil, dem ungeschickten Zeki und Laz Recep, dem neuesten Mitglied, in einer nächtlichen Überraschungsaktion eine Erdölanlage der Amerikaner in ihre Gewalt zu bringen. 
Schlecht vorbereitet nehmen die fünf erst einmal amerikanische Soldaten als Geiseln und drehen anschließend die Hähne der in die Türkei gehenden Pipelines auf. Die Tatsache, dass diese naive Aktion nicht nur die örtlichen Behörden auf den Plan ruft, sondern eine handfeste internationale Krise zwischen der Türkei und den USA verursacht, kommt dann doch ein wenig überraschend für die gutgläubige Bande, die nicht ganz versteht, wo das Problem dieser doch eindeutig rechtmäßigen Aktion liegt.

## Kritiken
Das Lexikon des Internationalen Films urteilt: „Politisch interpretationsoffen, verbindet der zweite Teil der erfolgreichen türkischen Serie gekonnt Selbstironie und Volksnähe, nutzt aber häufig einen Humor, der Klischees gleichermaßen aufs Korn nimmt wie ausbeutet.“